# A róka és a kutya 2.
A róka és a kutya 2. (eredeti cím: The Fox and the Hound 2) 2006-ban megjelent amerikai 2D-s számítógépes animációs film, amely az 1981-ben bemutatott A róka és a kutya című rajzfilm folytatása. Az animációs játékfilm rendezője Jim Kammerud, producere Ferrell Barron. A forgatókönyvet Roger S. H. Schulman és Rich Burns írta, a zenéjét Joel McNeely szerezte. A videofilm a Walt Disney Pictures és a DisneyToon Studios gyártásában készült, a Walt Disney Home Entertainment forgalmazásában jelent meg. Műfaja kalandos filmvígjáték.
Amerikában 2006. december 12-én adták ki DVD-n, Magyarországon 2019-ben a Telekom Moziklub videótárában vált elérhetővé. A hivatalos filmzenei albumot 2006. november 21-én adták ki DVD-n.
A történet Tod és Copper fiatalkorát mutatja be, amelyben Copper hajlik arra, hogy csatlakozzon éneklő kóbor kutyák bandájához.

## Cselekmény
Tod, a róka kölyök (Jonah Bobo) és Copper, a fiatal vadászkopó, (Harrison Fahn), származásuk ellenére barátok. Együtt mennek el egy vidéki vásárba, ahol látnak egy éneklő kutyafalkát, a "The Singin' Strays" kórusát. Az éneklő kóborok közé tartozik Dixie (Reba McEntire), Cash (Patrick Swayze), Granny Rose (Vicki Lawrence) és az ikrek, Waylon és Floyd (mindkettőnek Jim Cummings kölcsönözte a hangját). A ma esti fellépés különösen fontos lesz, mert egy tehetségkutató ügynök, a Nagy Ole Opry is jelen lesz a vásáron. Cash és Dixie azonban vitába keverednek, és Dixie elhagyja őket, és a bandának nélküle kell fellépni. Az előadás alatt Copper is velük énekel, mire Cash felhívja a kutyakölyköt a színpadra, hogy együtt énekeljenek. Az előadás nagy sikert arat és Cash rá akarja beszélni Coppert, hogy lépjen be a kórusba és tartson velük. Cooper beleegyezik, miután megesküszik arra, hogy ő is kóbor kutya. Egész nap Cash-el marad és teljesen megfeledkezik arról, hogy megígérte Todnak, hogy együtt nézik meg a tűzijátékot.
Dixie közben megtalálna az elmagányosodott Todot és megszánja. Beszélgetésük közben Tod véletlenül megemlíti, hogy Copper nem is kóbor kutya és gazdája visszavárja. Dixie ekkor költi, hogyan tudnák Copper eltávolítani a bandától Tod segítségével. Tod visszatér a tanyára és maga után csalja Cooper gazdáját, Slade-et. A vad üldözés jókora felfordulást okoz a vásárban és az kóbor kutyák kórusa éppen akkor sül fel, amikor a tehetségkutató Mr. Bickerstaff jelen van. Coopert természetesen kirúgják a bandából és haza kell térnie Slade-el. Tod sajnálja, hogy tönkretette barátja álmát és a kórus nagy lehetőségét, és szomorúan hazatér Tweedhez, az özvegyasszonyhoz, aki gondját viseli. Útközben azonban Todot majdnem elgázolja Mr. Bickerstaff kocsija, az incidens során Bickerstaff kalapja kirepül a kocsiból és a meglepett Tod fején landol.
A következő napon Tod és Copper beismerik hibáikat és megbocsátanak egymásnak, ismét a legjobb barátok lesznek. Hogy megpecsételje barátságukat, Tod Coppernek adja Mr. Bickerstaff kalapját, mire a kutya a kalapról vett szag alapján egy közeli kifőzdéig követi a tehetségkutató ügynököt. Tod trükkel ráveszi Cash-t és Dixie-t, hogy kibéküljenek és az egész banda a kifőzdénél gyűlik össze. Cooper meggyőzi őket az harmónia fontosságáról és a Singin' Strays előadja legsikeresebb számát, a We're in Harmony-t a kifőzde ablaka alatt. A tehetségkutató ügynököt annyira lenyűgözi a produkció, hogy felkéri a kutyákat, hogy lépjenek fel a Grand Ole Opry showban. A film úgy ér véget, hogy Copper búcsút int a bandának és inkább Toddal marad.

## Fordítás
- Ez a szócikk részben vagy egészben  a   The Fox and the Hound 2 című angol Wikipédia-szócikk fordításán alapul.  Az eredeti cikk szerkesztőit annak laptörténete sorolja fel. Ez a jelzés csupán a megfogalmazás eredetét és a szerzői jogokat jelzi, nem szolgál a cikkben szereplő információk forrásmegjelöléseként.